# Google Transit
Google Transit es un software ofrecido por Google para acceder a los datos de tiempos, rutas y planes de viaje, todos ellos relativos al transporte público. 

## Características
- Disponible para ordenador y para teléfono móvil; en el caso de Google Maps para móviles con sistema operativo Android es necesaria la versión 1.6 o posteriores.
- Google Transit en tiempo real informa de cualquier alteración; como por ejemplo, que un autobús esté atascado, o que algunas paradas de metro estén temporalmente inoperativas.
- El lanzamiento de Google Transit en tiempo real fue en: Turín, Boston, Portland, San Diego, el Área de la Bahía de San Francisco y Madrid.
- Los ciudadanos pueden acceder de manera gratuita.[1]

## Historia
En diciembre del 2005, el servicio se inició con tiempos y rutas para la ciudad de Portland, Estados Unidos. En marzo de 2007 ya incluía datos de 9 ciudades en 7 estados de Estados Unidos.
De acuerdo al FAQ de este servicio, se espera ampliar pronto a muchas ciudades tanto en los Estados Unidos como en otros países. El servicio calcula la ruta, tiempo de tránsito, y costo, y se puede comparar el viaje usando un vehículo.
En España, el primer sitio que se incluyó fue Asturias.